# Germà (grup)
Un germà és un hidrur de germani, un compost químic constituït per molècules que contenen àtoms de germani {\displaystyle {\ce {Ge}}} i d'hidrogen {\displaystyle {\ce {H}}}. Presenten una fórmula general {\displaystyle {\ce {Ge_{n}H_{2n + 2}}}} amb {\displaystyle n=1-9}. L'estructura de les seves molècules es basa en cadenes d'àtoms de germani enllaçats linealment mitjançant enllaços covalents sigma {\displaystyle {\ce {Ge-Ge}}}. A partir de quatre àtoms de germani les cadenes poden estar ramificades, per tant, hi ha isòmers de cadena. Són composts similars als silans pel que fa a les seves propietats físiques i químiques. Els germans són menys volàtils i inflamables que els silans i són una mica menys reactius amb els àlcalis.

## Història
El primer hidrur de germani fou obtingut el 1902 per E. Voegelen en fer reaccionar zinc amb tetraclorur de germani {\displaystyle {\ce {GeCl4}}} en presència d'àcid sulfúric. Voegelen treballà amb petites quantitats i no obtingué l'hidrur en estat pur, sinó que es limità a determinar la composició de l'hidrur existent en una barreja diluïda amb hidrogen a partir del qual pogué separar l'hidrur. Feu reaccionar l'hidrur de germani amb una sal d'argent, precipitant així germanur d'argent {\displaystyle {\ce {Ag4Ge}}}, i la mescla també es passà sobre sofre finament dividit, convertint així l'hidrur en sulfur. L'anàlisi d'aquests dos productes suggerí la fórmula {\displaystyle {\ce {GeH4}}}, el germà.
El 1909 John H. Müller i Nicol H. Smith, de la Universitat de Pennsilvània, informaren sobre l'ús del test de Marsh per detectar germani; en el curs del seu estudi també investigaren mètodes per preparar l'hidrur. No aïllaren l'hidrur pur sinó que feren feina amb mescles d'hidrur en hidrogen. El 1922 l'austríac Friedrich Paneth (1887–1958) i Schenk, independentment, prepararen petites quantitats de germà tractant un aliatge de germani i zinc o de germani i magnesi amb un àcid. Ambdós investigadors comprovaren experimentalment que la composició del gas era {\displaystyle {\ce {GeH4}}} i Schenk també determinà valors de –165 °C per al punt de congelació i –126 °C pel punt d'ebullició.
A la Universitat de Cornell, Louis Munroe Dennis (1863–1936), Robert B. Corey (1897–1971) i Roy W. Moore estudiaren mètodes per preparar hidrurs de germani i finalment adoptaren un mètode semblant al que utilitza l'alemany Alfred Stock (1876–1946) per a la preparació dels hidrurs de silici. Aquest procediment consisteix en el tractament del germanur de magnesi amb un àcid. L'aplicació d'aquesta tècnica permet sintetitzar germà {\displaystyle {\ce {GeH4}}}, digermà {\displaystyle {\ce {Ge2H6}}} i trigermà {\displaystyle {\ce {Ge3H8}}} que es van aïllar i identificar per primera vegada el 1924. El 1959 E. Amberger sintetitzà el tetragermà {\displaystyle {\ce {Ge4H10}}} i el pentagermà {\displaystyle {\ce {Ge5H12}}}.

## Nomenclatura
Existeix una nomenclatura sistemàtica per als germans. Cada nom dels germans consisteix en el nom «germà» precedida per un prefix numèric (di-, tri-, tetra-, etc.) corresponent al nombre d'àtoms de germani en la molècula. Així {\displaystyle {\ce {Ge2H6}}} s'anomena digermà, {\displaystyle {\ce {Ge3H8}}} és el trigermà, etc. No existeix prefix per a un, {\displaystyle {\ce {GeH4}}} és simplement germà. Els germans també poden ser anomenats com qualsevol altre compost inorgànic, així el germà és pot anomenar també tetrahidrur de germani.
S'han caracteritzat germans fins al nonagermà {\displaystyle {\ce {Ge9H20}}} amb isòmers de cadena.

Metà {\displaystyle {\ce {CH4}}}.
Silà {\displaystyle {\ce {SiH4}}}.
Germà {\displaystyle {\ce {GeH4}}}.

## Estructura
Els àtoms de germani presenten hibridació sp3, per la qual cosa poden formar quatre enllaços covalents simples (enllaços sigma) dirigits segons els vèrtexs d'un tetraedre, separats 109,5°, igual que els àtoms de carboni perquè són elements del mateix grup 14 de la taula periòdica. Les longituds dels enllaços amb els àtoms d'hidrogen creix amb el volum atòmic dels elements, que és proporcional al nombre màssic. L'enllaç {\displaystyle {\ce {Ge-H}}} té una longitud de 152,5 pm, la de l'enllaç {\displaystyle {\ce {Si-H}}} és de 148,0 pm i la del {\displaystyle {\ce {C-H}}} només és de 108,7 pm. S'observa que a mesura que augmenta el volum atòmic s'incrementa la distància d'enllaç.
Els enllaços {\displaystyle {\ce {Ge-Ge}}} són més febles que els {\displaystyle {\ce {Si-Si}}}, i aquests més febles que els {\displaystyle {\ce {C-C}}}. Les energies d'enllaç en kJ/mol són 263,6; 326,8 i 607,2, respectivament. Així la força de l'enllaç {\displaystyle {\ce {Ge-Ge}}} és un poc inferior a la meitat de la força {\displaystyle {\ce {C-C}}}. Pel que fa als enllaços amb els hidrògens, són un poc més febles els {\displaystyle {\ce {Ge-H}}} que els {\displaystyle {\ce {Si-H}}} i que els {\displaystyle {\ce {C-H}}}, però la diferència és poc significativa. En kJ/mol són respectivament: 321,7; 299,2; 338,4.

## Propietats

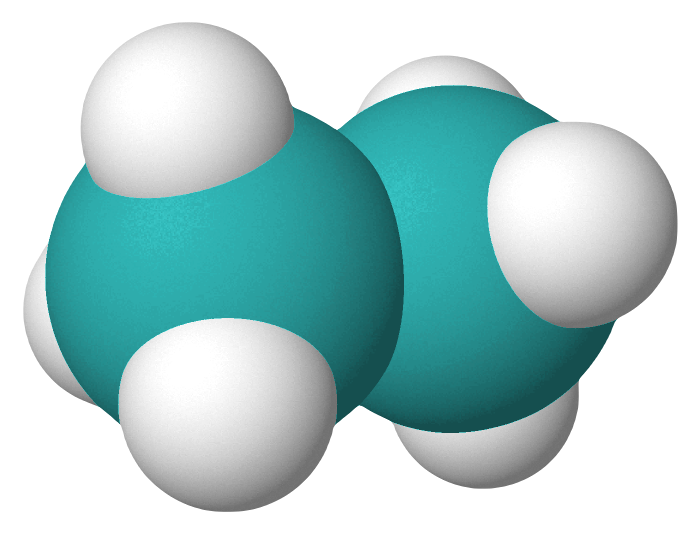
Model de bolles de la molècula de digermà.

Els germans a temperatura ambient són gasos incolors o líquids volàtils i les seves propietats físiques i químiques són molt semblants a les dels silans. Els germans són tots menys volàtils que els silans corresponents i, potser sorprenentment, notablement menys reactius. Així, a diferència del silà {\displaystyle {\ce {SiH4}}} i l'estannà {\displaystyle {\ce {SnH4}}}, hidrurs d'elements que pertanyen al mateix grup 14 de la taula periòdica, el germà {\displaystyle {\ce {GeH4}}} no s'encén en contacte amb l'aire i no es veu afectat per les dissolucions d'àcids o d'hidròxid de sodi aquós al 30%. Actua com un àcid front a l'amoníac {\displaystyle {\ce {NH3}}} líquid formant cations amoni {\displaystyle {\ce {NH4+}}} i anions germanat {\displaystyle {\ce {GeH3-}}} i reacciona amb metalls alcalins en aquest dissolvent per donar sals {\displaystyle {\ce {MGeH_3}}}.
Les sals {\displaystyle {\ce {MGeH_3}}}, com el {\displaystyle {\ce {MSiH_3}}} corresponent, són de composts blancs i cristal·lins d'una utilitat sintètica considerable. L'anàlisi de difracció de raigs X mostra que {\displaystyle {\ce {KGeH3}}} i {\displaystyle {\ce {RbGeH3}}} tenen l'estructura de tipus {\displaystyle {\ce {NaCl}}}, la qual cosa implica la rotació lliure de {\displaystyle {\ce {GeH3-}}}, i {\displaystyle {\ce {CsGeH3}}} té l'estructura rara TlI. El radi iònic derivat de 229 pm emfatitza la similitud amb {\displaystyle {\ce {SiH3-}}} (226 pm) i això es veu reforçat pels angles d'enllaç deduïts dels experiments de RMN de línia ampla: {\displaystyle {\ce {SiH3-}}} 94 ± 4° semblant al del {\displaystyle {\ce {PH3}}} que és isoelectrònic, 93,5°; {\displaystyle {\ce {GeH3-}}} 92,5 ± 4° comparat amb {\displaystyle {\ce {AsH3}}} isoelectrònic, 91,8°.
| Germà                          | Punt de fusió (°C) | Punt d'ebullició (°C) | Densitat (g/cm³ al punt de fusió) |
| ------------------------------ | ------------------ | --------------------- | --------------------------------- |
| {\displaystyle {\ce {GeH4}}}   | –164,8             | –88,1                 | 1,52                              |
| {\displaystyle {\ce {Ge2H6}}}  | –109               | 29                    | 1,98                              |
| {\displaystyle {\ce {Ge3H8}}}  | –105,6             | 110,5                 | 2,20                              |
| {\displaystyle {\ce {Ge4H10}}} | —                  | 176,9                 | —                                 |
| {\displaystyle {\ce {Ge5H12}}} | —                  | 234                   | —                                 |

Els germans de major massa molecular presenten isomeria de cadena. Així el tetragermà {\displaystyle {\ce {Ge4H10}}} presenta dos isòmers {\displaystyle {\ce {GeH3GeH2GeH2GeH3}}} i {\displaystyle {\ce {(GeH3)2GeHGeH3}}}; i el pentagermà {\displaystyle {\ce {Ge5H12}}} en té tres: {\displaystyle {\ce {(GeH3)2GeHGeH2GeH3}}}, {\displaystyle {\ce {GeH3GeH2GeH2GeH2GeH3}}} i {\displaystyle {\ce {Ge(GeH3)4}}}.

## Preparació
Abans el germà {\displaystyle {\ce {GeH4}}} se sintetitzava per la hidròlisi ineficient d'aliatges de Mg/Ge amb àcids aquosos, però ara es produeix generalment per la reacció de {\displaystyle {\ce {GeCl4}}} amb l'hidrur d'alumini i liti {\displaystyle {\ce {LiAlH4}}} en èter:
{\displaystyle {\ce {GeCl4 + LiAlH4 -> GeH4 + LiCl + AlCl3}}}
o encara més convenientment per la reacció de diòxid de germani {\displaystyle {\ce {GeO2}}} amb solucions aquoses de {\displaystyle {\ce {NaBH4}}}.
{\displaystyle {\ce {GeO2 + NaBH4 -> GeH4 + NaBO2}}}
Els germans superiors es preparen per l'acció d'una descàrrega elèctrica sobre el germà {\displaystyle {\ce {GeH4}}}. Els hidrurs barrejats com el {\displaystyle {\ce {SiH3GeH3}}} es poden preparar de manera similar fent circular una barreja de {\displaystyle {\ce {SiH4}}} i {\displaystyle {\ce {GeH4}}}, però encara no s'han preparat hidrurs cíclics o insaturats.